# Janie Eickhoff
Janie Quigley-Eickhoff, née le 15 juin 1970 à Long Beach, est une coureuse cycliste américaine.
Elle est intronisée au Temple de la renommée du cyclisme américain en 2015.

## Palmarès sur piste

### Championnats du monde
- 1987
  -  Championne du monde de vitesse juniors
  -  Championne du monde de poursuite juniors
- 1989
  -  Médaillée de bronze de la course aux points
- 1991
  -  Médaillée d'argent de la poursuite
  -  Médaillée de bronze de la course aux points
- 1992
  -  Médaillée de bronze de la course aux points
- 1993
  -  Médaillée de bronze de la poursuite
- 1994
  -  Médaillée de bronze de la poursuite
- 1996
  -  Médaillée d'argent de la course aux points

### Championnats des États-Unis
- 1988
  -  Championne des États-Unis de la course aux points
- 1990
  -  Championne des États-Unis de poursuite
  -  Championne des États-Unis de la course aux points
- 1991
  -  Championne des États-Unis de poursuite
- 1992
  -  Championne des États-Unis de la course aux points
- 1993
  -  Championne des États-Unis de poursuite
  -  Championne des États-Unis de la course aux points
- 1994
  -  Championne des États-Unis de poursuite
  -  Championne des États-Unis de la course aux points

### Résultats enCoupe du monde
- 1993
  - Poursuite à Copenhague
- 1994
  - Poursuite à Bassano del Grappa
  - 2e de la poursuite à Copenhague
  - 2e de la poursuite à Colorado Springs
  - 3e du 500 mètres à Colorado Springs
  - 3e du scratch à Colorado Springs
- 1995
  - Poursuite à Cottbus
  - Course aux points à Cottbus
- 1996
  - Poursuite à Cottbus
  - 2e de la course aux points à Cottbus

## Palmarès sur route
- 1991
  - Grand Prix d'Osaka
  - Grand Prix de Nagoya
  - 3e étapes de Natural State Stage Race
- 1992
  - 1er étapes et 3e étapes de L'Internationale pour Elles